# Клеве
Клеве (њем. Kleve) град је у њемачкој савезној држави Северна Рајна-Вестфалија. Једно је од 16 општинских средишта округа Клеве. Према процјени из 2010. у граду је живјело 49.312 становника. Посједује регионалну шифру (AGS) 5154036, NUTS (DEA1B) и LOCODE (DE KLE) код.

## Географски и демографски подаци
Град се налази на надморској висини од 12 метара. Површина општине износи 97,8 km². У самом граду је, према процјени из 2010. године, живјело 49.312 становника. Просјечна густина становништва износи 504 становника/km².

## Међународна сарадња
| Мјесто   | Држава    | Врста сарадње | Од    |
| -------- | --------- | ------------- | ----- |
| Најмеген | Холандија | контакт       | 2000. |
| Ронсе    | Белгија   | партнерство   | 1971. |
| Извор    |           |               |       |